# Terremoto de Arica de 1604
El terremoto de Arica de 1604 fue un seísmo registrado el 24 de noviembre de 1604. Su epicentro se localizó en 18°30′00″S 70°19′55″O / -18.500, -70.332 frente a las costas de Arica, Perú, (actualmente Chile), y tuvo aproximadamente una magnitud de 8,5 a 9,0 en la escala sismológica de Richter. Fue seguido de un maremoto de proporciones.

## El terremoto y maremoto
Fue uno de los terremotos más grandes que ha soportado América en época moderna, afectando la mayor parte del sur del Perú (parte del cual actualmente constituye territorio de Chile), afectando hasta Camaná y sintiéndose con fuerza en Arequipa, ciudad que pocos años antes había sufrido un cataclismo de proporciones, derivado de la erupción de un volcán y un subsiguiente terremoto (18 de febrero de 1600). 
Seguido al movimiento principal, un maremoto arrasó las costas de esa parte de América del Sur en un margen de 900 a 1200 millas. Los registros indican que las olas alcanzaron 16 metros, con unos 10 kilómetros de inundación (valores que son cuestionables). 
Arica, donde se elevaba un fuerte artillado, quedó totalmente destruida.

## Reconstrucción del puerto y del fuerte
Once días después, el General Don Ordoño de Aguirre, Corregidor del partido de Arica, celebró una junta con los oficiales reales de hacienda que residían en el puerto y por entre los escombros que les rodeaban, dijeron «que, por cuanto en el terremoto y creciente de mar que sucedió el miércoles pasado, 24 de noviembre, que asoló esta ciudad de Arica y el fuerte de ella y se llevó la mar la artillería, mosqueteria y municiones y con las diligencias que se han hecho ha sido hallada la dicha artillería y mosqueteria», mandaron se inventariase todo y se hiciese cargo el Tesorero. El puerto, adonde afluía toda la plata de Potosí y de las minas altoperuanas, era siempre presa codiciada de los corsarios y, por lo tanto, convenía tenerlo siempre pronto a repeler un ataque. Esta circunstancia explica por qué se dieran las autoridades tanta prisa en recoger las culebrinas, sacres, falconetes y arcabuces que yacían descabalgados de sus cureñas y esparcidos por la playa. Merced a su celo y diligencia Arica volvió a recobrar su fisonomía habitual, aun cuando no habían de transcurrir once años cuando volvería a sufrir los estragos de otro terremoto devastador.